# جوبيتر (شركة)
شركة جوبيتر (بالإنجليزية: Jupiter Corporation)‏، هي شركة يابانية تهدف لصناعة ألعاب الفيديو، ومقرها في قرية فوشيمي-كو التابعة لمدينة كيوتو، ولها فرع في العاصمة اليابانية طوكيو، أسست سنة 1992م، أنتجت عدة ألعاب ومنها بوكيمون بينبول وساكورا تايسين جي بي.